# Eriogonum twisselmanii
Eriogonum twisselmanii är en slideväxtart som först beskrevs av John Thomas Howell, och fick sitt nu gällande namn av James Lauritz Reveal. Eriogonum twisselmanii ingår i släktet Eriogonum och familjen slideväxter. Inga underarter finns listade i Catalogue of Life.